# Portugais brésilien
Le portugais brésilien (en portugais : português do Brasil, abrégé PB) désigne l'ensemble des variétés de la langue portugaise parlées au Brésil par plus de 200 millions de personnes. Bien qu'il partage la même base linguistique que le portugais européen (PE), le portugais brésilien présente des différences significatives dans le vocabulaire, la prononciation et la syntaxe, particulièrement dans les registres vernaculaires. Ces variations sont comparables à celles observées entre l'anglais britannique et l'anglais américain, ou entre l'espagnol d'Espagne et l'espagnol mexicain.

## Influences linguistiques
Avant l'arrivée de Pedro Álvares Cabral au Brésil en 1500, plus de mille langues indigènes étaient parlées sur le territoire brésilien par des populations autochtones de diverses ethnies. Ces langues, notamment le tupi ancien, ont influencé le portugais brésilien en introduisant des termes comme « abacaxi », « mandioca » et « tatu », et en façonnant une intonation caractéristique. L'esclavage au Brésil a également apporté des langues africaines, telles que le yoruba, le kikongo et le kimbundu, enrichissant le lexique avec des mots comme « acarajé » et « samba ». Par ailleurs, des emprunts à des langues européennes telles que le français, l’italien, l’allemand ou l’espagnol reflètent les vagues migratoires et les échanges culturels ayant marqué le Brésil aux XIXe sièclee et XXe sièclee siècles. Cette diversité linguistique a toutefois été progressivement réduite par des politiques étatiques visant à l’unification nationale par l’homogénéisation linguistique. Dès le décret de 1757 du Marquis de Pombal, qui interdit l’usage des langues générales indigènes, une stratégie d’imposition exclusive du portugais dans l’administration, l’enseignement et la vie religieuse est amorcée.

## Différences entre le portugais européen et brésilien
Les différences entre le portugais européen (PE) et le portugais brésilien (PB), également désignés par les codes de langue ISO 639-1 PT (Portugal) et PT_BR (Brésil), se manifestent principalement dans :
- Vocabulaire : Par exemple, « comboio » (PE) contre « trem » (PB) pour train, et « autocarro » (PE) contre « ônibus » (PB) pour bus.
- Prononciation: La différence la plus notable entre les variétés.
- Syntaxe : Par exemple, L'usage des pronoms diffère, avec « tu » courant au Portugal (« tu queres ») et « você » prédominant au Brésil (« você quer »)[5]. Les variations de concordance, comme dans l'usage du nombre, sont également notables[6].

Il existe plusieurs différences entre le portugais européen et le portugais brésilien, abrégés respectivement en PE (portugais européen) et PB (portugais brésilien), ou encore PT et PT_BR). Ces différences se manifestent dans le vocabulaire, la prononciation et la syntaxe, en particulier dans les variétés vernaculaires, tandis que dans les textes formels, les différences sont considérablement réduites. Les deux sont sans aucun doute des variantes de la même langue et sont donc mutuellement intelligibles.
Les différences entre les différentes variantes sont, dans une plus ou moins large mesure, communes à toutes les langues naturelles. Avec un océan qui sépare le Brésil du Portugal, et après cinq cents ans, la langue n'a pas évolué de la même manière dans les deux pays, donnant naissance à deux modèles linguistiques simplement différents, l'un n'étant pas plus correct par rapport à l'autre. Dans les textes formels, les divergences sont réduites

## Diffusion et pertinence
Le portugais brésilien est parlé non seulement au Brésil, mais aussi dans les communautés de la diaspora, notamment aux États-Unis, au Portugal, au Paraguay, au Japon et en Argentine. En raison de l'importance du Brésil au sein du Mercosur, cette variante est étudiée dans les pays voisins comme l'Argentine, le Paraguay et l'Uruguay.

## Vocabulaire
| Brésil                                                                  | Portugal                                                                  | Sens                                                                          |
| ----------------------------------------------------------------------- | ------------------------------------------------------------------------- | ----------------------------------------------------------------------------- |
| abridor de latas                                                        | abre-latas                                                                | ouvre-boite                                                                   |
| aeromoça, comissário(a) de bordo, comissário(a) de voo                  | hospedeiro(a) do ar, assistente de bordo                                  | hôtesse de l’air, agent(e) de bord (Canada)                                   |
| água-viva, medusa                                                       | alforreca, água-viva, medusa                                              | méduse                                                                        |
| AIDS (síndrome da imunodeficiência adquirida)                           | SIDA                                                                      | SIDA                                                                          |
| alho poró                                                               | alho-porro, alho-francês                                                  | poireau                                                                       |
| alô?                                                                    | estou?                                                                    | allo, allô (au téléphone)                                                     |
| aluguel                                                                 | aluguer                                                                   | location                                                                      |
| amerissagem                                                             | amaragem                                                                  | amerrissage                                                                   |
| aquarela                                                                | aguarela, aquarela                                                        | aquarelle                                                                     |
| arquivo                                                                 | ficheiro                                                                  | fichier (informatique)                                                        |
| aterrissagem                                                            | aterragem                                                                 | atterrissage                                                                  |
| balanço                                                                 | baloiço                                                                   | balançoire                                                                    |
| Band-Aid, curativo                                                      | penso rápido, curativo                                                    | pansement, sparadrap                                                          |
| bate-bate                                                               | carrinho de choque                                                        | auto-tamponneuse                                                              |
| banheiro, toalete, toilettes, sanitário                                 | casa de banho, quarto de banho, lavabos, sanitários                       | toilettes, salle de bain                                                      |
| boliche                                                                 | bólingue                                                                  | bowling, (jeu de) quilles                                                     |
| bonde, bonde elétrico                                                   | elétrico                                                                  | tram(way)                                                                     |
| brócolis                                                                | brócolos                                                                  | brocoli                                                                       |
| cílio (< lat. cilium), pestana                                          | pestana, cílio, celha                                                     | cil                                                                           |
| café da manhã, desjejum, parva                                          | pequeno-almoço, desjejum                                                  | repas du matin : petit déjeuner (France), déjeuner (Canada, Belgique, Suisse) |
| caminhonete, van, perua (informel)                                      | camioneta                                                                 | camionnette, fourgon                                                          |
| câncer                                                                  | cancro                                                                    | cancer (maladie)                                                              |
| carona                                                                  | boleia                                                                    | autostop                                                                      |
| carteira de habilitação, carteira de motorista, carta                   | carta de condução, carta                                                  | permis de conduire                                                            |
| carteira de identidade, RG (de Registro Geral « Registre général »)     | bilhete de identidade (BI), cartão do cidadão                             | carte d’identité                                                              |
| cortador de grama                                                       | corta-relva                                                               | tondeuse à gazon                                                              |
| (telefone) celular, aparelho de telefonia celular                       | telemóvel (telefone (« téléphone ») + móvel (« mobile »))                 | (téléphone) mobile, portable (France), cellulaire (Canada)                    |
| canadense                                                               | canadiano                                                                 | Canadien, canadien (nom, adj.)                                                |
| caqui                                                                   | dióspiro                                                                  | kaki                                                                          |
| cadarço                                                                 | atacador                                                                  | lacet                                                                         |
| descarga                                                                | autoclismo                                                                | chasse d’eau                                                                  |
| disco rígido, HD                                                        | disco rígido                                                              | disque dur                                                                    |
| dublagem                                                                | dobragem                                                                  | doublage                                                                      |
| durex, fita adesiva                                                     | fita gomada, fita-cola, fita adesiva (durex renvoie à un « préservatif ») | ruban adhésif, durex (Canada)                                                 |
| equipe, time                                                            | equipa                                                                    | équipe                                                                        |
| esporte                                                                 | desporto                                                                  | sport                                                                         |
| estação de trem, estação ferroviária, gare                              | estação de comboio, estação ferroviária, gare                             | gare (ferroviaire)                                                            |
| estrada de ferro, ferrovia                                              | caminho-de-ferro, ferrovia, via férrea                                    | chemin de fer, voie ferrée                                                    |
| favela                                                                  | bairro de lata                                                            | bidonville                                                                    |
| fila                                                                    | bicha, fila                                                               | queue, file (d’attente)                                                       |
| fóton                                                                   | fotão                                                                     | photon                                                                        |
| fones de ouvido                                                         | auscultadores, auriculares, fones                                         | écouteurs, casque audio                                                       |
| freio, breque                                                           | travão, freio                                                             | frein                                                                         |
| gol                                                                     | golo                                                                      | but (en sport)                                                                |
| goleiro                                                                 | guarda-redes                                                              | gardien de but                                                                |
| gergelim                                                                | sésamo                                                                    | sésame                                                                        |
| geladeira, refrigerador                                                 | frigorífico                                                               | réfrigérateur                                                                 |
| geleira                                                                 | glaciar                                                                   | glacier (géologie)                                                            |
| grama, relva                                                            | relva                                                                     | gazon                                                                         |
| grampo                                                                  | agrafo                                                                    | agrafe                                                                        |
| grampeador                                                              | agrafador                                                                 | agrafeuse                                                                     |
| Irã                                                                     | Irão                                                                      | Iran                                                                          |
| Islã                                                                    | Islão                                                                     | Islam                                                                         |
| israelense, israelita                                                   | israelita                                                                 | Israélien, israélien (nom, adj.)                                              |
| luminária                                                               | candeeiro                                                                 | luminaire                                                                     |
| legal                                                                   | fixe                                                                      | génial (argot populaire)                                                      |
| lixeira                                                                 | caixote do lixo, balde do lixo                                            | poubelle                                                                      |
| maiô                                                                    | fato de banho                                                             | maillot de bain (Europe), costume de bain (Canada)                            |
| mouse                                                                   | rato                                                                      | souris (informatique)                                                         |
| mamadeira                                                               | biberão, biberon, mamadeira (ancien terme)                                | biberon, bouteille (pour bébés)                                               |
| metrô, metropolitano                                                    | metro, metropolitano                                                      | métro                                                                         |
| mictório                                                                | urinol                                                                    | urinoir                                                                       |
| Moscou                                                                  | Moscovo                                                                   | Moscou                                                                        |
| nevasca                                                                 | nevão                                                                     | blizzard                                                                      |
| ônibus                                                                  | autocarro                                                                 | bus, autobus                                                                  |
| Papai Noel                                                              | Pai Natal                                                                 | Père Noël                                                                     |
| panamenho, panamense                                                    | panamiano                                                                 | Panaméen, panaméen (nom, adjectif)                                            |
| pedágio                                                                 | portagem                                                                  | péage                                                                         |
| pedestre                                                                | peão                                                                      | piéton                                                                        |
| polonês, polaco (rarement utilisé à cause de sa connotation péjorative) | polaco                                                                    | Polonais, polonais (nom, adj.)                                                |
| pimentão                                                                | pimento                                                                   | poivron                                                                       |
| senha                                                                   | palavra-passe                                                             | mot de passe                                                                  |
| secretária eletrônica                                                   | atendedor de chamadas                                                     | répondeur (téléphonique)                                                      |
| serraria                                                                | serração                                                                  | scierie                                                                       |
| sorvete                                                                 | gelado                                                                    | glace, crème glacée                                                           |
| tcheco, checo                                                           | checo                                                                     | Tchèque, tchèque (nom, adj.)                                                  |
| tela                                                                    | ecrã, monitor                                                             | écran                                                                         |
| trem, composição ferroviária                                            | comboio, composição ferroviária                                           | train                                                                         |
| Vietnã                                                                  | Vietname                                                                  | Vietnam                                                                       |
| xícara                                                                  | chávena                                                                   | tasse                                                                         |
| xampu                                                                   | champô                                                                    | shampoing, shampooing                                                         |

## Phonologie

### Comparaison avec le portugais européen

#### Aspects conservateurs
Dans la plupart du Brésil[pas clair], les lettres ‹ s › et ‹ z › à la fin d'un mot ou devant une consonne sourde (non-voisée) se prononcent /s/ et devant consonne sonore (voisée) se prononcent /z/. Au Portugal, elles se réalisent /ʃ/ et /ʒ/, respectivement, devant consonne sourde et consonne sonore : 
- atrás (« en arrière »)
Portugal : /ɐ.ˈtɾaʃ/
Brésil : /a.ˈtɾas/
Brésil (Rio de Janeiro) : /a.ˈtɾaʃ/
- desde (« depuis », « dès »)
Portugal : /ˈdeʒ.ðɨ/
Brésil : /ˈdez.dʒi/
Brésil (Rio de Janeiro) : /ˈdeʒ.dʒi/
- isto (« ceci »)
Portugal : /ˈiʃ.tu/
Brésil : /ˈis.tu/
Brésil (Rio de Janeiro) : /ˈiʃ.tu/

Au Portugal, certaines évolutions phonétiques qui ont eu lieu au XIXe siècle n’ont pas affecté le Brésil. Au Brésil, la prononciation /ej/ du digramme ‹ ei › a été maintenue. Au Portugal, elle est maintenant /ɐj/. Ce phénomène a aussi touché le trigramme ‹ elh › en portugais européen, qui se prononce maintenant /ɐ(j)ʎ/;
- primeiro (« premier »)
Portugal : /pɾi.ˈmɐj.ɾu/
Brésil : /pɾi.ˈmej.ɾu/
- espelho (« miroir »)
Portugal : /ɨʃ.ˈpɐ(j).ʎu/
Brésil : /is.ˈpe.ʎu/
Brésil (Rio de Janeiro) : /iʃ.ˈpe.ʎu/

#### Aspects innovateurs
Dans la variété européenne du portugais, les voyelles /e/ et /o/ restent ouvertes ou fermées devant une consonne nasale ([m] ou [n]). Dans la variété brésilienne, ces voyelles maintenant sont toujours fermées. Cette variation de phonologie est marquée par une variation orthographique. Dans ce cas, la variété européenne préfère l’accent grave, mais la variété brésilienne préfère systématiquement l'accent circonflexe. Selon l'Accord orthographique de la langue portugaise de 1990, les deux formes sont acceptées, selon la variété de portugais qui est utilisée:
| Portugais européen | Portugais brésilien |
| ------------------ | ------------------- |
| académico          | acadêmico           |
| António            | Antônio             |
| fenómeno           | fenômeno            |
| gémeo              | gêmeo               |
| independência      |                     |
| quilómetro         | quilômetro          |
| tendência          |                     |

#### Palatalisation de [di] et [ti]
Une des tendances les plus remarquables du portugais brésilien est la palatalisation actuelle des consonnes [d] et [t] devant les voyelles [i] ou [e] fermée. Ces consonnes palatalisées se prononcent /dʒi/ et /tʃi/ : 
- idade (« âge »)
Portugal : /i.ˈða.ðɨ/
Brésil : /i.ˈda.dʒi/
- presidente (« président »)
Portugal : /pɾɨ.zi.ˈdẽ.tɨ/
Brésil : /pɾe.zi.ˈdẽ.tʃi/
- edifício (« bâtiment », « édifice »)
Portugal : /i.ði.ˈfi.sju/
Brésil : /e.dʒi.ˈfi.sju/
- otimista (« optimiste »)
Portugal : /ˌɔ.ti.ˈmiʃ.tɐ/
Brésil : /ˌo.t͡ʃi.ˈmis.tɐ/
Brésil (Rio de Janeiro) : /ˌo.t͡ʃi.ˈmiʃ.tɐ/

## Orthographe

### Consonnes muettes
Avant l’Accord orthographique de la langue portugaise de 1990, il y avait deux normes orthographiques pour le portugais : une en vigueur au Brésil et une autre dans les autres pays lusophones. La plupart des différences concernaient les consonnes muettes qui avaient été précédemment éliminées de l’orthographe au Brésil :
| Portugais européen (avant l’Accord de 1990) | Portugais brésilien | Français   |
| ------------------------------------------- | ------------------- | ---------- |
| acção                                       | ação                | action     |
| baptismo                                    | batismo             | baptême    |
| contacto                                    | contato             | contact    |
| direcção                                    | direção             | direction  |
| eléctrico                                   | elétrico            | électrique |
| óptimo                                      | ótimo               | optimal    |

### Tréma
Avant l’Accord orthographique de la langue portugaise de 1990, le tréma était utilisé en portugais brésilien pour signifier que la lettre ‹ u › restait prononcée dans les combinaisons que, qui, gue et gui au lieu d’être muette en faisant partie des digrammes ‹ qu › ou ‹ gu › :
| Formulário Ortográfico de 1943 | Accord orthographique de 1990 |
| ------------------------------ | ----------------------------- |
| lingüiça                       | linguiça                      |
| seqüência                      | sequência                     |
| freqüência                     | frequência                    |
| qüinqüênio                     | quinquênio                    |
| pingüim                        | pinguim                       |
| bilíngüe                       | bilíngue                      |
| trilíngüe                      | trilíngue                     |
| qüinqüelíngüe                  | quinquelíngue                 |
| seqüestro                      | sequestro                     |

## Grammaire

### Vocêetu

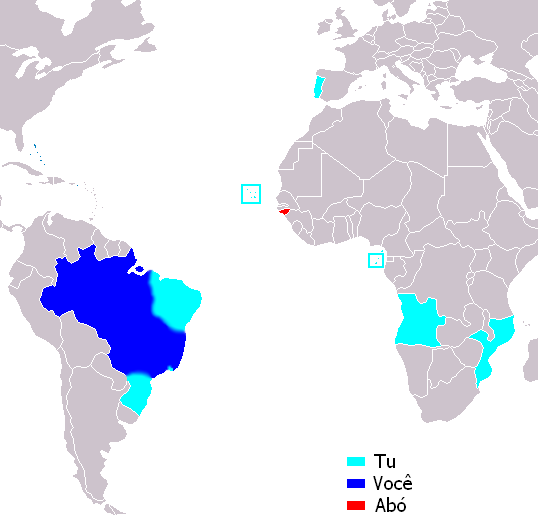
La deuxième personne du singulier à travers le monde lusophone.

Le pronom de la deuxième personne du singulier, você (contraction de l’expression vossa mercê « votre grâce »), est considéré comme la forme vernaculaire la plus fréquente au Brésil. À cause de son étymologie, le pronom você est utilisé avec un verbe conjugué à la troisième personne du singulier : você é, você fala, você come.
Ce pronom est considéré comme semiformel au Portugal, où le pronom informel est tu. En portugais formel, ce pronom est utilisé avec la conjugaison traditionnelle de la deuxième personne du singulier : tu és, tu falas, tu comes.
Au Brésil, le pronom tu est utilisé dans les régions du nord, du nord-est et du sud du pays. Dans ces régions, le verbe utilisé avec le pronom tu est souvent conjugué à la troisième personne du singulier : tu é, tu fala, tu come.